# Мьонне
Мьонне́ (фр. Mionnay) — коммуна во Франции, находится в регионе Рона — Альпы. Департамент — Эн. Входит в состав кантона Рерьё. Округ коммуны — Бурк-ан-Брес.
Код INSEE коммуны — 01248.

## География
Коммуна расположена приблизительно в 390 км к юго-востоку от Парижа, в 17 км северо-восточнее Лиона, в 45 км к юго-западу от Бурк-ан-Бреса.

## Климат
Климат полуконтинентальный с холодной зимой и тёплым летом. Дожди бывают нечасто, в основном летом.

## Население
Население коммуны на 2010 год составляло 2077 человек.
| 1962 | 1968 | 1975 | 1982 | 1990 | 1999 | 2010 |
| ---- | ---- | ---- | ---- | ---- | ---- | ---- |
| 310  | 350  | 444  | 778  | 1103 | 2111 | 2077 |

## Администрация
| Период | Период | Фамилия       | Партия | Примечания |
| ------ | ------ | ------------- | ------ | ---------- |
| 1995   | 2001   | Анри Кормореш |        |            |
| 2001   | 2008   | Пьер Фрес     |        |            |
| 2008   | 2020   | Марсьяль Без  |        |            |

## Экономика
В 2010 году среди 1451 человека трудоспособного возраста (15—64 лет) 1130 были экономически активными, 321 — неактивными (показатель активности — 77,9 %, в 1999 году было 76,3 %). Из 1130 активных жителей работали 1050 человек (560 мужчин и 490 женщин), безработных было 80 (41 мужчина и 39 женщин). Среди 321 неактивных 166 человек были учениками или студентами, 95 — пенсионерами, 60 были неактивными по другим причинам.

## Фотогалерея

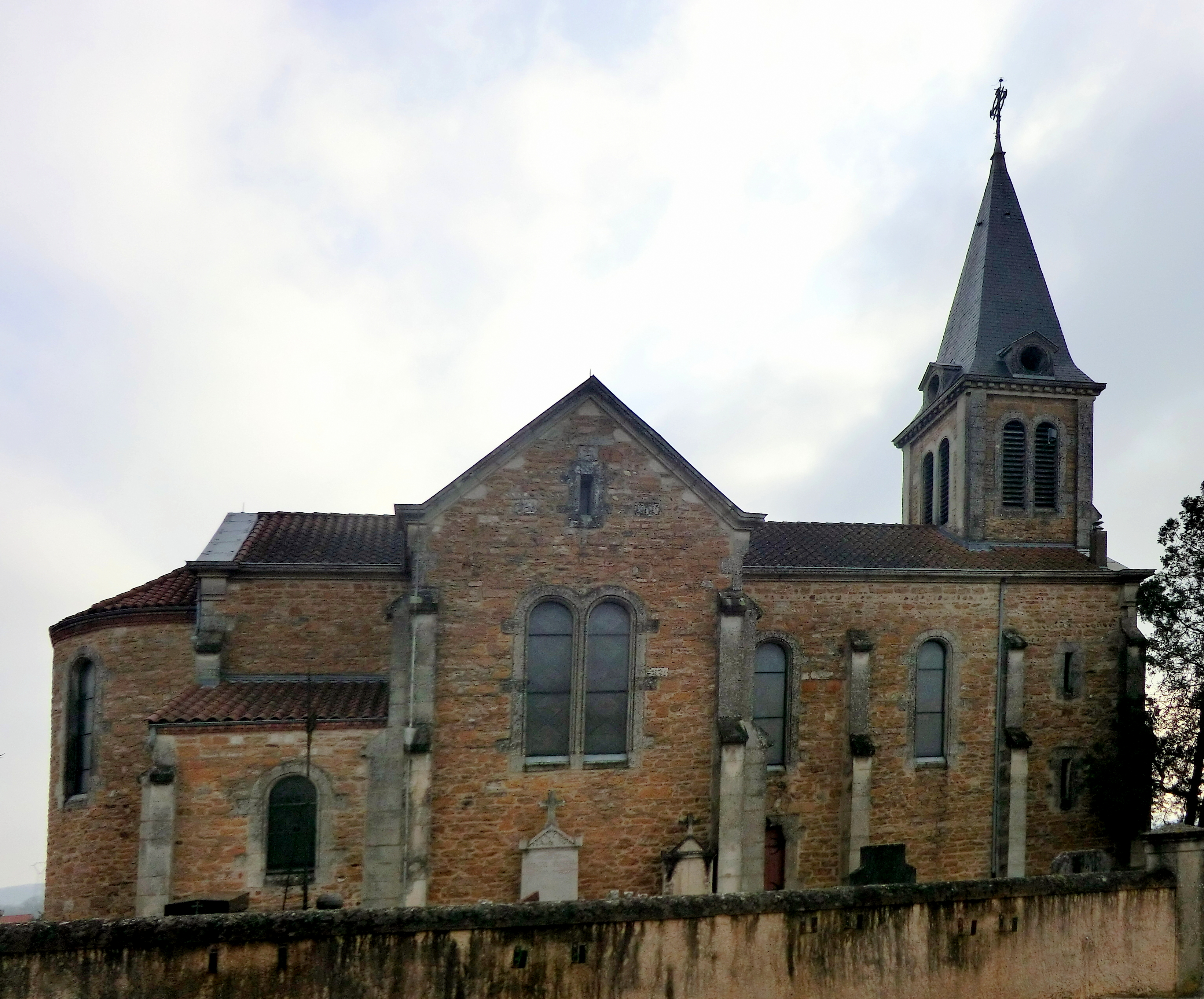
Церковь
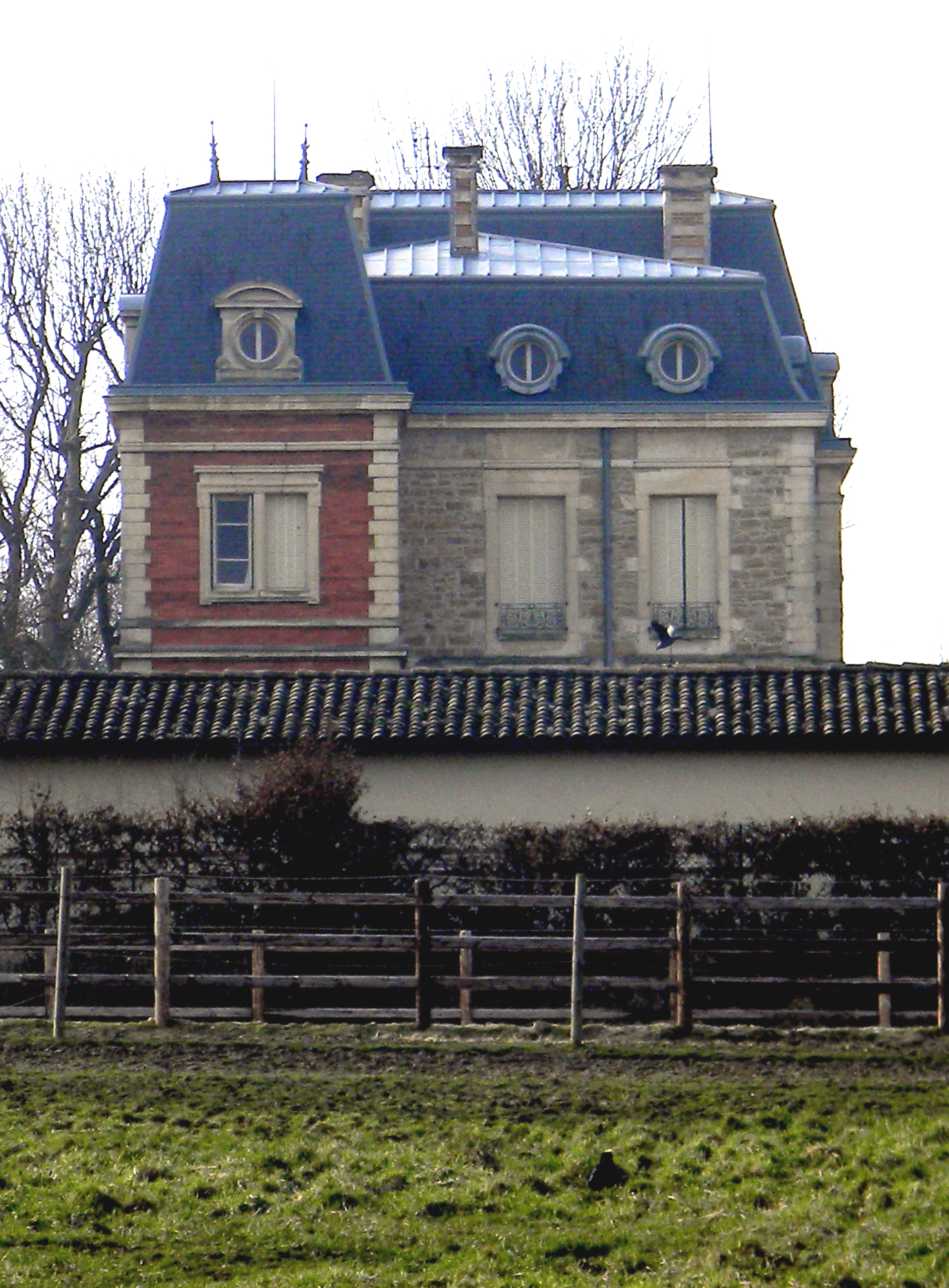
Замок Польтен
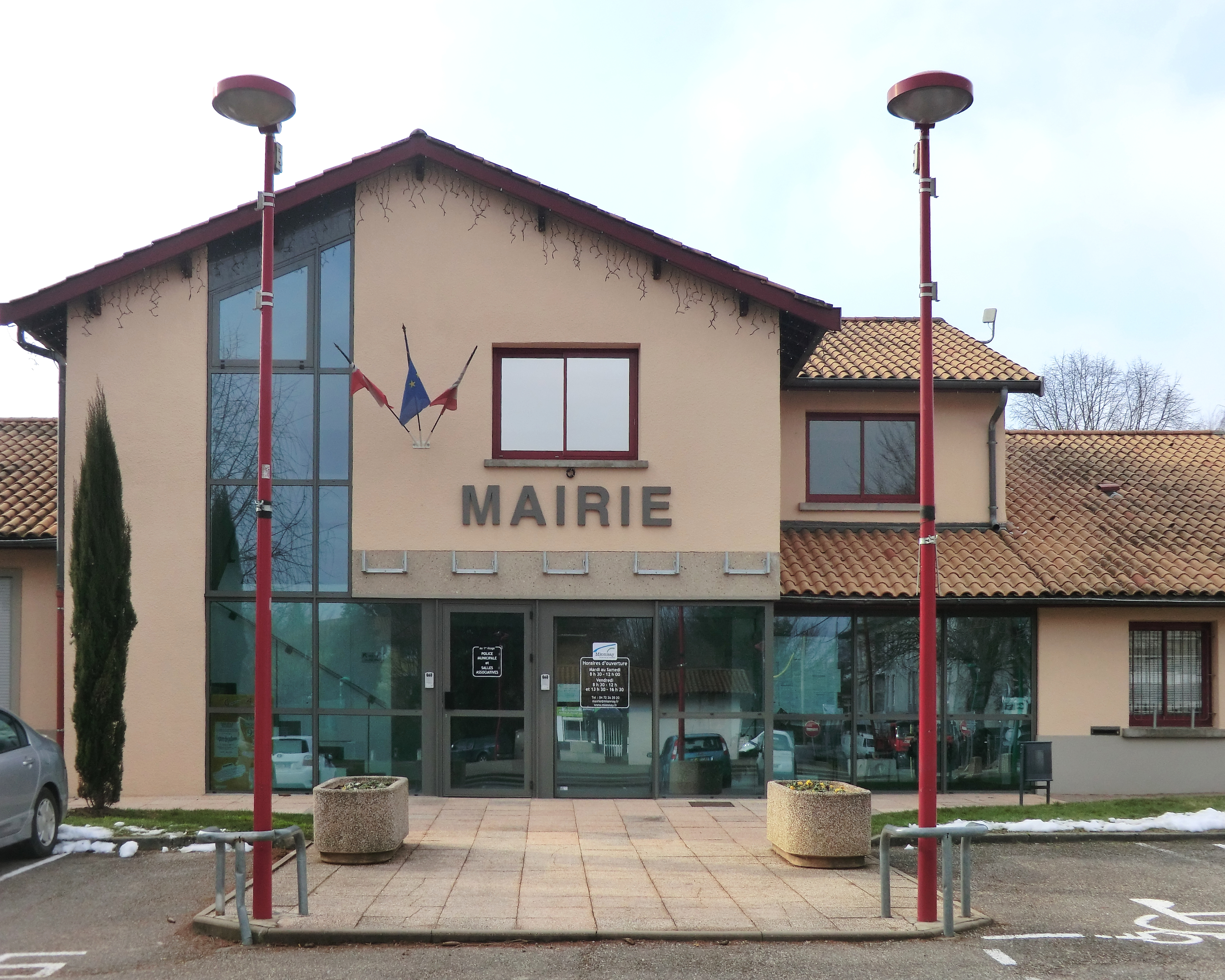
Мэрия
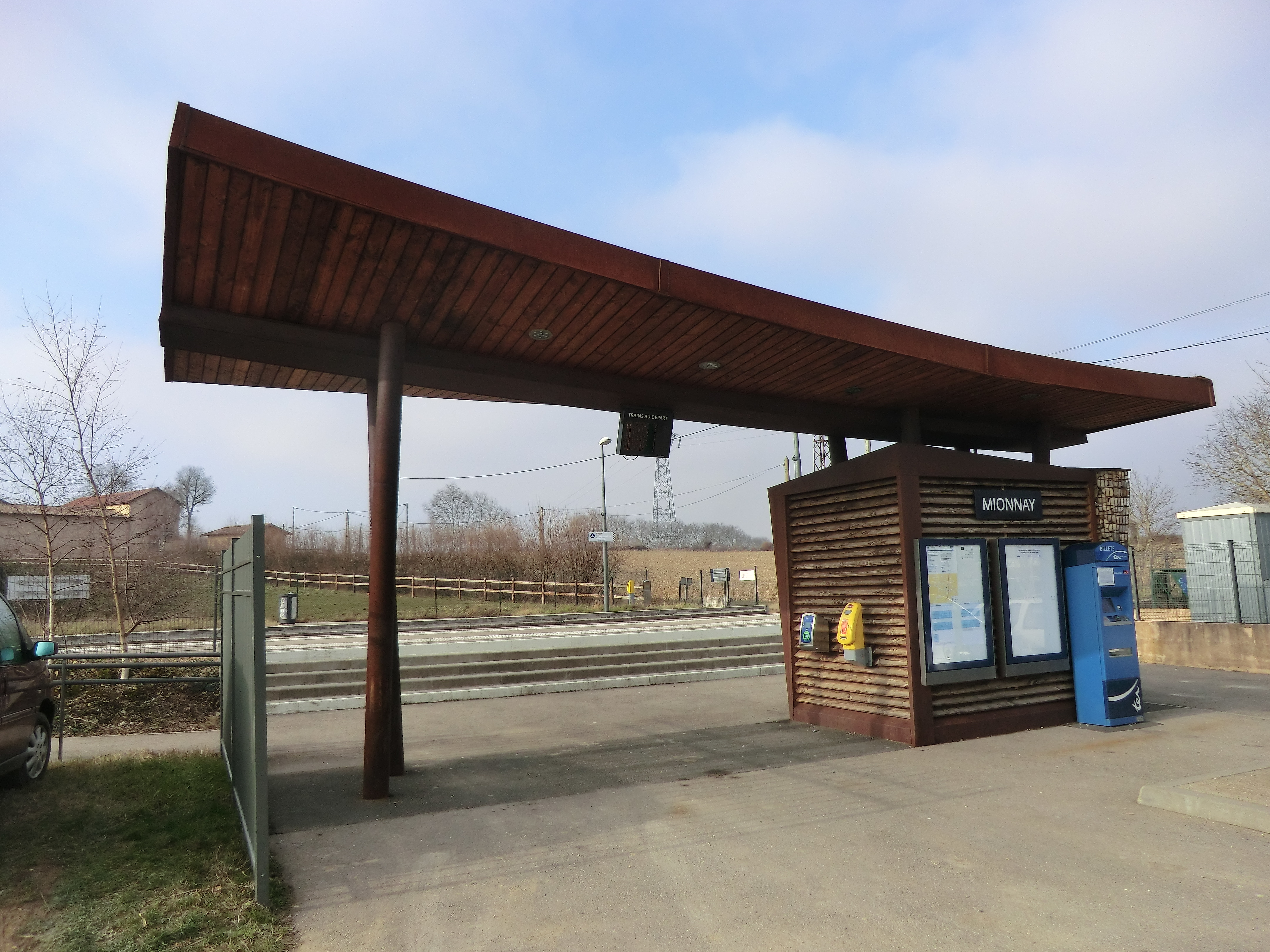
Вокзал
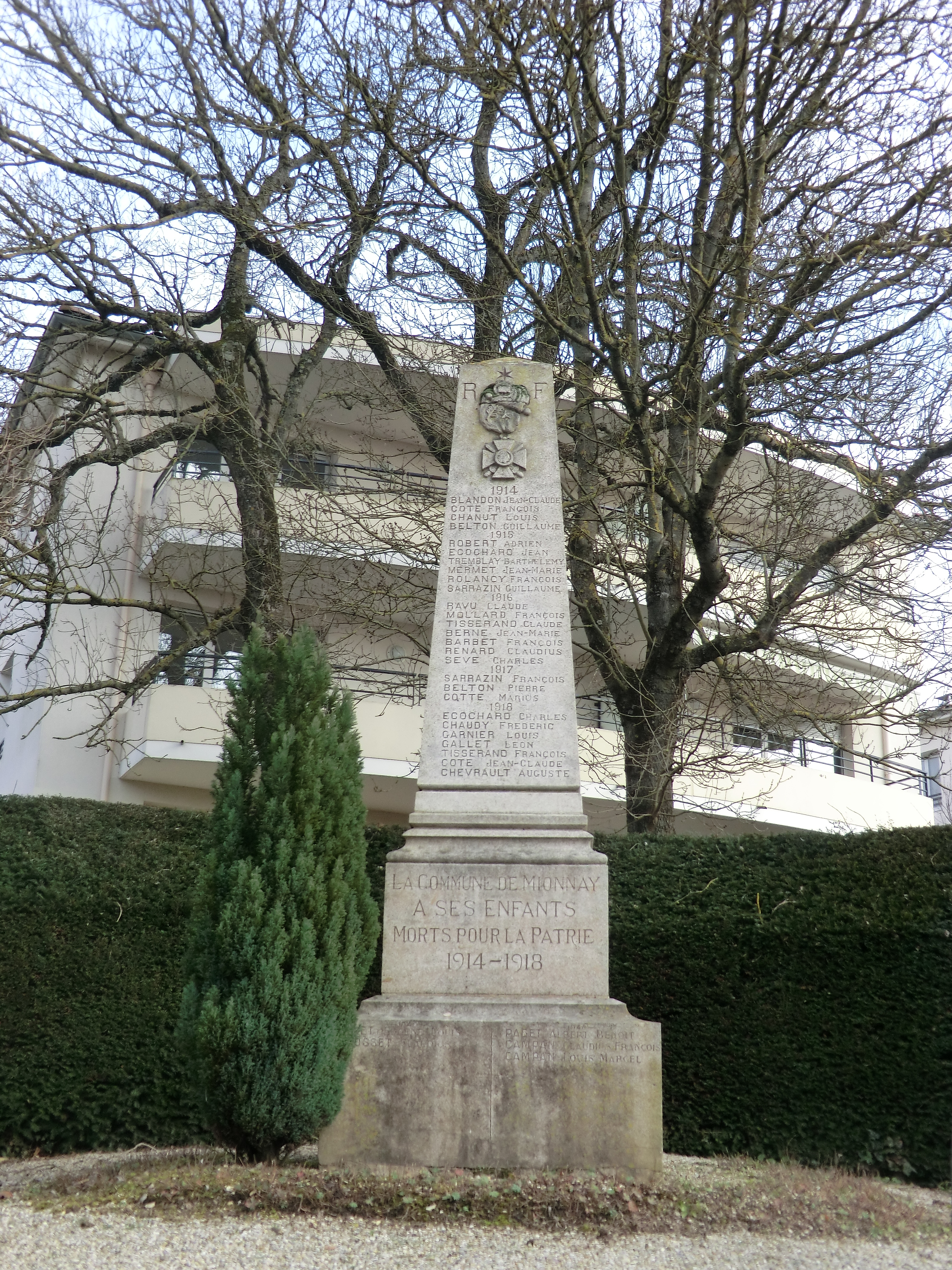
Военный мемориал
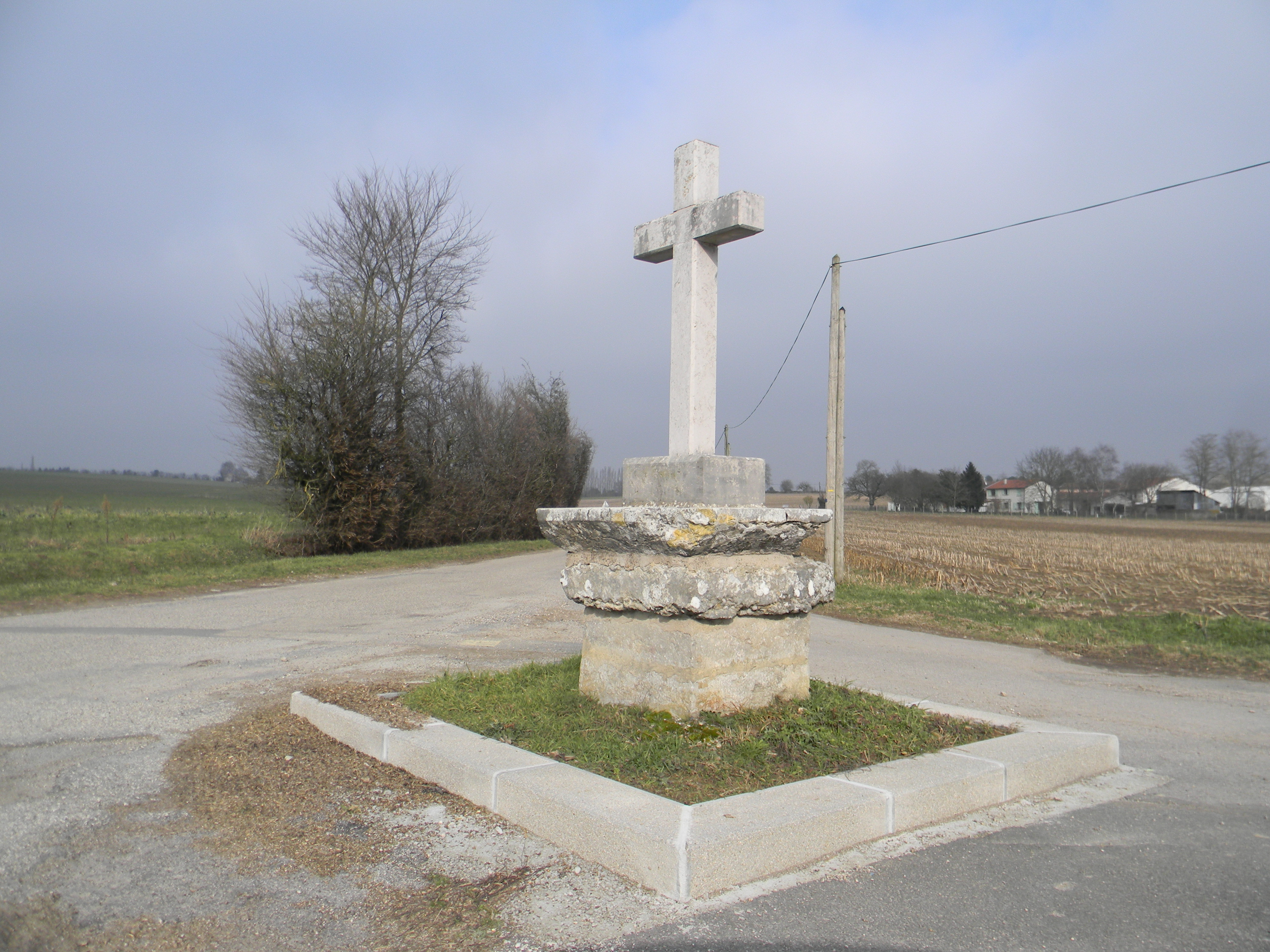
Придорожный крест